# 卡斯泰特
卡斯泰特（法語：Castet，法語發音：[kastɛt]）是法国大西洋比利牛斯省的一个市镇，属于奥洛龙-圣玛丽区。

## 地理
卡斯泰特（43°4'9"N, 0°25'2"W）面积23.53 平方千米，位于法国新阿基坦大区大西洋比利牛斯省，该省份为法国东南部省份，涵盖了贝阿恩与北巴斯克，西临大西洋比斯開灣，北至朗德省，东北接热尔省，东临上比利牛斯省，南与西班牙接壤。
与卡斯泰特接壤的市镇（或旧市镇、城区）包括：阿斯特-贝翁、比耶勒、卢维瑞宗、卢维苏比龙。
卡斯泰特的时区为UTC+01:00、UTC+02:00（夏令时）。

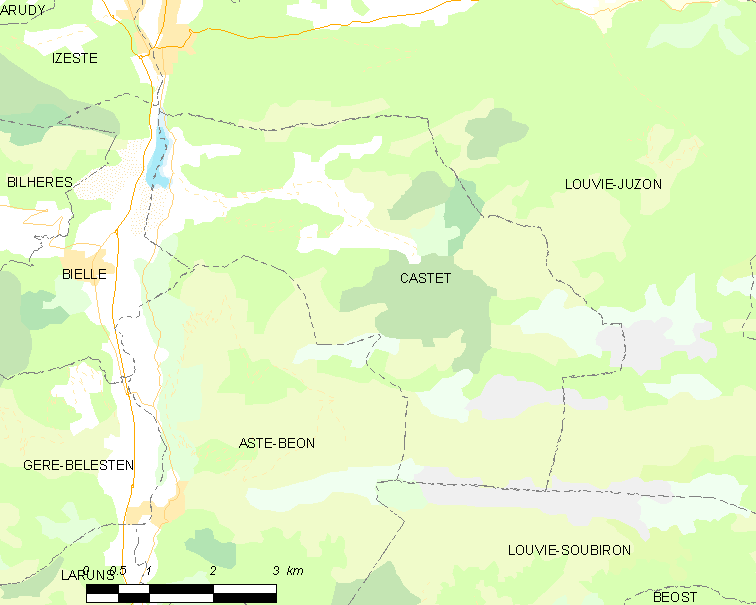
卡斯泰特的OSM定位图

## 行政
卡斯泰特的邮政编码为64260，INSEE市镇编码为64175。

## 政治
卡斯泰特所属的省级选区为奥洛龙-圣玛丽第二县。

## 人口

1962-2008年间卡斯泰特人口变化图示

卡斯泰特于2022年1月1日时的人口数量为141人。